# Liste der deutschen Botschafter in Aserbaidschan
Die Liste der deutschen Botschafter in Aserbaidschan enthält alle Botschafter der Bundesrepublik Deutschland in Aserbaidschan seit 1992. Sitz der Botschaft ist in Baku.
| Name                       | Amtszeit  |
| -------------------------- | --------- |
| Günther Dahlhoff           | 1992–1994 |
| Michael Georg Schmunk      | 1994–1996 |
| Christian Siebeck          | 1997–2001 |
| Klaus Werner Grewlich      | 2001–2004 |
| Detlef Lingemann           | 2004–2006 |
| Peer Christopher Stanchina | 2006–2010 |
| Herbert Quelle             | 2010–2013 |
| Heidrun Tempel             | 2013–2016 |
| Michael Kindsgrab          | 2016–2019 |
| Wolfgang Manig             | 2019–2022 |
| Ralf Horlemann             | seit 2022 |